# Inonotus neotropicus
Inonotus neotropicus är en svampart som beskrevs av Ryvarden 2002. Inonotus neotropicus ingår i släktet Inonotus och familjen Hymenochaetaceae.   Inga underarter finns listade i Catalogue of Life.